# Fabiana Bravo
Fabiana Bravo (1969) è un soprano argentino.

## Biografia
Fabiana Bravo è nata nel Dipartimento di Guaymallén, fuori Mendoza, in Argentina, da una famiglia di modesti mezzi. Si trasferì a Buenos Aires all'età di 22 anni e cercò attivamente parti nella vivace scena teatrale della città. Apparve in Drácula di José Cibrián e in Broadway Follies e Broadway II di Peter MacFarlane, tra le altre produzioni. Fu un programma di borse di studio personalizzato all'Università Cattolica d'America che portò Fabiana Bravo dall'Argentina a Washington DC. Da lì studiò anche interpretazione all'Istituto Renata Scotto di Savona, Italia e il Repertorio Verdiano al Teatro Regio di Parma, Italia.
Accettò alla fine un programma di borsa di studio di un anno per studiare a Voghera, in Italia, presso l'Academy of Vocal Arts. Il suo talento fu notato dalla cantante Valeria Lynch, che assunse la Bravo e che, nel 1995, la presentò al tenore italiano Luciano Pavarotti. Pavarotti incluse la Bravo in un concorso per talenti operistici, che vinse e che la portò con Pavarotti a ruoli come Lucia di Lammermoor all'Academy of Music di Filadelfia. Fabiana Bravo incontrò la Corte suprema degli Stati Uniti d'America nel 1999 dove si esibì e questo portò il riconoscimento della sua città natale di Mendoza, attraverso una serie di recital sudamericani molto popolari.
Fu aggiunta allo staff del Metropolitan Opera nella stagione 2001/2002 e continua a esibirsi a New York, Washington, San Francisco e Chicago con regolarità. In seguito avrebbe interpretato Tosca, la contessa Almaviva, Leonora, Giorgetta e Madama Butterfly in alcuni dei teatri più famosi del mondo. Nel 1999 è stata nominata Donna dell'anno in Argentina per i suoi notevoli contributi alle arti. Ha anche ricevuto numerosi premi come Plácido Domingo Operalia Finalist, Opera Index winner e Met Council Winner of the Regional Finalist Competition.
Negli ultimi anni la Bravo ha cantato la Contessa Almaviva ne Le nozze di Figaro (1997), Mimi ne La bohème (1998), Donna Anna nel Don Giovanni (1999) e il ruolo della protagonista in Ariadne auf Naxos (2002), tutti in produzioni d'opera della Summer Opera Theatre Company di Washington DC. Canta anche con Virginia Opera, dove la sua interpretazione di Donna Anna l'ha fatta riconoscere come artista molto ricercata.
Ora è un nome rinomato nel mondo dell'opera internazionale e si esibisce in concerti e in palcoscenici operistici in tutto il mondo. La signora Bravo attualmente risiede a Washington, DC e a Mendoza, in Argentina.